# Boluodan
Boluodan is een religieus feest dat in de Guangdongse provinciehoofdstad, Guangzhou, wordt gevierd op de 13e dag van de tweede maand van de Chinese kalender. Het is de verjaardag van de lokale godheid Nanhaishen (南海神). Er worden miaohui georganiseerd door Chinese tempels die gewijd zijn aan de Zeegod Nanhaishen. Festiviteiten beginnen meestal op de 10e dag al, drie dagen voor de verjaardag. De eerste vieringen van boluodan begonnen al in de Sui-dynastie. Een oude gezegde is dat men naar de tempels ging om een vrouw uit te zoeken voor het huwelijk en ook om lol te trappen.
Bij de festiviteiten horen het maken van papieren kippen die boluoji worden genoemd. Ze bestaan uit harde karton en klei. De eerste levende kip die bij het zien van de papieren kippen kakelt, wordt gezien als een goddelijke kip. De papieren kippen worden door mensen verkocht bij tempels als offergave aan Nanhaishen.